# Virginie Arnold
Virginie Arnold, född 24 december 1979, är en fransk idrottare som tog brons i bågskytte vid olympiska sommarspelen 2008 i Peking.

## Meriter

### Olympiska meriter

#### Olympiska sommarspelen 2008
| Namn                                            | Gren         | Rankingrunda | Rankingrunda | 32-delsfinal                       | 16-delsfinal     | 8-delsfinal      | Kvartsfinal         | Semifinal              | Final                        | Final            |
| Namn                                            | Gren         | Poäng        | Seed         | Resultat                           | Resultat         | Resultat         | Resultat            | Resultat               | Resultat                     | Plats            |
| ----------------------------------------------- | ------------ | ------------ | ------------ | ---------------------------------- | ---------------- | ---------------- | ------------------- | ---------------------- | ---------------------------- | ---------------- |
| Virginie Arnold                                 | Individuellt | 626          | 39           | Khatuna Lorig (USA) (26) L 105–107 | Gick inte vidare | Gick inte vidare | Gick inte vidare    | Gick inte vidare       | Gick inte vidare             | Gick inte vidare |
| Virginie Arnold Sophie Dodemont Berengère Schuh | Lag          | 1903         | 5            | N/A                                | N/A              | Bye              | Polen (4) W 218-211 | Sydkorea (1) L 213-184 | Storbritannien (2) W 203-201 | Brons            |